# Lijst van vuurtorens in Frankrijk
Deze lijst vormt een overzicht van vuurtorens in Frankrijk.

## Europees Frankrijk
| Vuurtoren              | Departement        |
| ---------------------- | ------------------ |
| Ar Men                 | Finistère          |
| Berck                  | Pas-de-Calais      |
| Boulogne-sur-Mer       | Pas-de-Calais      |
| Calais                 | Pas-de-Calais      |
| Cap Ferret             | Gironde            |
| Cap Gris-Nez           | Pas-de-Calais      |
| Cap Leucate            | Aude               |
| Cordouan               | Gironde            |
| Créac'h                | Finistère          |
| Duinkerke              | Noorderdepartement |
| Eckmühl                | Finistère          |
| Goury                  | Manche             |
| Grevelingen            | Noorderdepartement |
| Île Vierge             | Finistère          |
| Kéréon                 | Finistère          |
| la Jument              | Finistère          |
| la Vieille             | Finistère          |
| Le Crotoy              | Somme              |
| Le Hourdel             | Somme              |
| Le Portel              | Pas-de-Calais      |
| Le Touquet             | Pas-de-Calais      |
| les Grands Cardinaux   | Morbihan           |
| les Héaux de Bréhat    | Côtes-d'Armor      |
| Nividic                | Finistère          |
| Planier                | Bouches-du-Rhône   |
| Saint-Valery-sur-Somme | Somme              |
| Sainte Marie           | Bouches-du-Rhône   |
| Sourdaras              | Bouches-du-Rhône   |
| Tévennec               | Finistère          |
| Walde                  | Pas-de-Calais      |

## Nieuw-Caledonië
| Vuurtoren | Gemeente |
| --------- | -------- |
| Amedée    | Nouméa   |